# أولاد زيتون (ريصانة المركز)
أولاد زيتون هو دُوَّار يقع بجماعة ريصانة الشمالية، إقليم العرائش، جهة طنجة تطوان الحسيمة في المملكة المغربية. ينتمي الدوّار لمشيخة ريصانة المركز التي تضم 14 دوار. يقدر عدد سكانه بـ 470 نسمة حسب الإحصاء الرسمي للسكان والسكنى لسنة 2004.

## روابط خارجية
- البوابة الوطنية للجماعات الترابية
- المندوبية السامية للتخطيط